# Centistes brevitarsus
Centistes brevitarsus är en stekelart som beskrevs av Chen och Van Achterberg 1997. Centistes brevitarsus ingår i släktet Centistes och familjen bracksteklar. Inga underarter finns listade.